# Mervyn Spence
Merv "Spam" Spence (* 1958) je irský hudebník a producent, nejvíce známý z působení ve skupinách Wishbone Ash a Trapeze.

## Hudební kariéra
Spence se koncem 70. let přestěhoval z Irska do Staffordshire a začal hrát s místními skupinami jako The Jury a Big Daisy.

### Trapeze
V době, kdy hrál v místních skupinách, byl kontaktován Mel Galleym, který mu nabídl pozici baskytaristy a zpěváka ve skupině Trapeze, od které odešel Peter Goalby do skupiny Uriah Heep. Se skupinou Trapeze krátce na to podnikl turné a během tohoto období s nimi nahrál album, které však zůstalo nevydáno z důvodu odchodu Mela Galleyho do skupiny Whitesnake, kde nahradil Bernie Marsdena. Několik písní z tohoto nahrávání (demosnímky existují jako bootleg), ovlivnilo malou část projektu Toma Galleyho ze skupiny Phenomena.

### Wishbone Ash
Po rozpadu skupiny Trapeze dostal nabídku na konkurz pro Wishbone Ash. Pro jeho hlasový rozsah a nadšení byl Spence přijat za člena skupiny a mohl se tak zúčastnit nahrávání alba z roku 1985 Raw to the Bone.
Spence odešel od Wishbone Ash v roce 1986 "aby se zabýval rodinnými záležitostmi". Vydal dvě sólová alba pod jménem "O'Ryan" (příjmení jeho matky za svobodna), Something Strong (1993) a Initiate (1995).

## Diskografie

### Solo
- Something Strong (1993; as "O'Ryan")
- Emer May (1995; as "O'Ryan")
- Initiate (1995; as "O'Ryan")

### Wishbone Ash
- Raw to the Bone (1985)
- 40th Anniversary Concert: Live In London (2010)

### Face Face
- Childhood Dreams (1994)
- Bridge to Nowhere (2006)

### Purple Cross
- Eyes of the Mirror (2000)

### Phenomena
- The Complete Works (2006)

### Big Daisy
- Big Daisy (2012)